# TIAA
Teachers Insurance and Annuity Association of America-College Retirement Equities Fund (TIAA) er en amerikansk finans- og forsikringskoncern. TIAA har over 5 mio. medlemmer og er tilstede på over 15.000 institutioner. De tilbyder generelle forsikringsprodukter, formueforvaltning og bank.